# Lecidea sauteri
Lecidea sauteri är en lavart som beskrevs av Körb. Lecidea sauteri ingår i släktet Lecidea och familjen Lecideaceae.   Inga underarter finns listade i Catalogue of Life.